# Морис Тресор
Морис Пол Тресор (фр. Marius Paul Trésor; Сент Ан, 15. јануар 1950) бивши је француски фудбалер.

## Биографија
Дебитовао је за клуб Ажаксјо 1969. године, у коме је провео три и по сезоне, играјући на 93 првенствена меча.
Добре игре које је пружао, привукле су пажњу познатијих екипа, па се 1972. године придружио Олимпику из Марсеља. За тим Марсеља играо је наредних седам и по сезона своје играчке каријере. Већину времена проведеног у Олимпику био је стандардни првотимац. За то време освојио је титулу Купа Француске.
Године 1980. прешао је у клуб Бордо, за који је играо четири сезоне. Са овим клубом је освојио титулу првака Француске. Завршио је професионалну каријеру као играч Бордоа 1984. године.
За репрезентацију Француске је играо на Светском првенству 1978. и 1982. Наступио је 65 пута за Француску и постигао четири гола.
Пеле га је сврстао 2004. године на ФИФА 100 листу најбољих живих фудбалера.

## Успеси
Ајачо
- Фудбалер године у Француској (према часопису Франс-фудбал) (1): 1972.

Олимпик Марсељ
- Куп Француске (1): 1976.
- Првенство Француске
  - Вицешампион (1): 1974/75.

Бордо
- Првенство Француске (1): 1983/84.

Француска
- Четврто место на Мундијалу 1982.